# Tim Sale

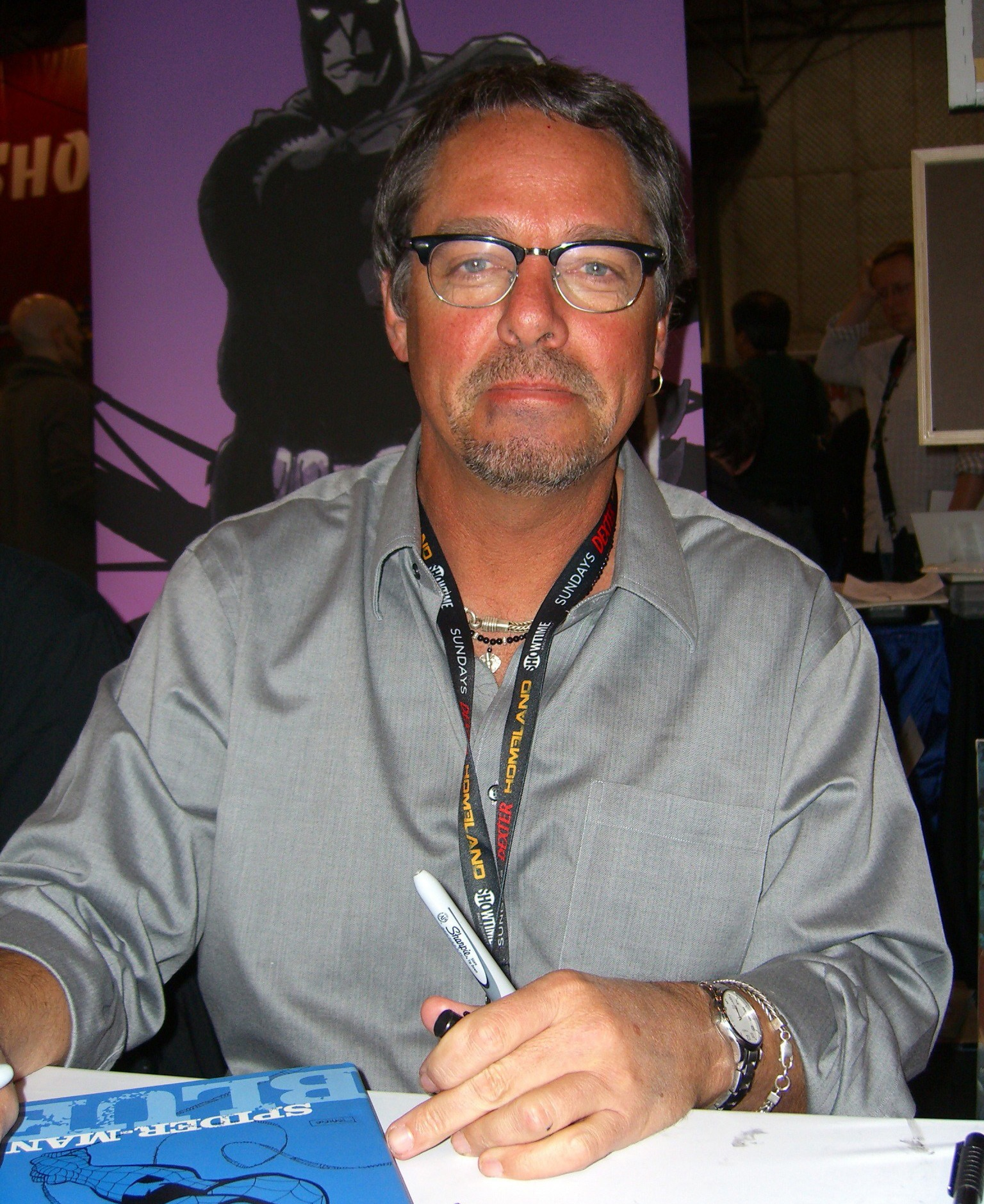
Tim Sale (2011)

Timothy „Tim“ Roger Sale (* 1. Mai 1956 in Ithaca, New York; † 16. Juni 2022 in Seattle, Washington) war ein US-amerikanischer Comiczeichner.

## Leben und Arbeit
Sale, der den Großteil seines Lebens in Seattle verbrachte, studierte an der University of Washington (State) und an der New Yorker School of Visual Arts. Als hauptberuflicher Comiczeichner begann er in den 1980er Jahren zu arbeiten, nachdem bei einer Comic-Convention in San Diego die DC-Redakteurin Barbara Randall auf seine Arbeit aufmerksam geworden war und ihm erste Engagements verschafft hatte.
Dabei besorgte Sale, der für seinen cartoonhaften – durch leichte Anklänge an abstrakte Kunst und den Expressionismus auffallenden – Zeichenstil bekannt war, die Tuscheüberarbeitung seiner Zeichnungen häufig selbst, während das Kolorieren üblicherweise, da er farbenblind war, von anderen Künstlern übernommen wurde.
Sale arbeitete überwiegend für die beiden führenden US-amerikanischen Comicverlage DC Comics und Marvel Comics. Sein häufigster künstlerischer Partner war der Schriftsteller und Drehbuchautor Jeph Loeb, den er 1991 während der gemeinsamen Arbeit an einer von DC veröffentlichten Miniserie der Reihe Challengers of the Unknown kennenlernte.
In den Jahren 1993 bis 1995 legten Loeb und Sale jedes Jahr ein sogenanntes „Halloween-Special“ für die Serie Batman: Legends of the Dark Knight vor. In diesen Veröffentlichungen schilderten sie anlässlich des Feiertages Geschichten, die thematisch um die Leitmotive des Halloweenfestes wie „Grusel“, „Horror“ und „Gespenster“ kreisten und die, wie die meisten Geschichten der Reihe Legends of the Dark Knight in der Frühphase der Karriere des kostümierten Verbrechensbekämpfers Batman spielten. Aufgrund des Erfolges dieser Geschichten wurden die beiden vom DC-Verlag eingeladen, eine umfangreichere Geschichte über Batman zu kreieren. Das Ergebnis war die von 1996 bis 1997 veröffentlichte dreizehnteilige Maxiserie Batman. The Long Hallooween. Diese während des zweiten Jahres der Tätigkeit der Batmanfigur angesiedelte Story erzählt von der Jagd Batmans und der Polizei auf einen mysteriösen Serienkiller, der während dieses Jahres an bestimmten Feiertagen Morde in Batmans Heimatstadt Gotham City begeht, wobei die von ihm begangenen Taten thematisch an den Feiertag, an dem sie verübt werden, angepasst sind. Die Serie wurde ein großer kommerzieller und künstlerischer Erfolg und erhielt 2021 eine Adaption in zwei von Warner produzierten Animationsfilmen, die sich eng an der Comicvorlage orientieren.
Der Erfolg von Long Halloween führte dazu, dass der DC Verlag Sale und Loeb damit beauftragte eine Sonderveröffentlichung anlässlich des im Jahr 1998 anstehenden 60. „Geburtstages“ der Flaggschifffigur des Verlages, dem Science-Fiction-Helden Superman, zu entwickeln. Daraufhin schufen die beiden die vierteilige Miniserie Superman: For All Season, die eine melancholisch-kontemplative Rekapitulation der Lebensgeschichte der Superman-Figur in der damals kanonischen Version des Charakters zum Inhalt hat. In vier Kapiteln, die jeweils zu einer anderen Jahreszeit spielen, wird dabei jeweils ein wichtiger Abschnitt des Lebensweges von Superman bzw. seinem Alter Ego Clark Kent erzählt. Großes Lob bei der Kritik ernteten Sale für seine an den warmherzigen Stil des Americana-Malers Norman Rockwell orientierte visuelle Umsetzung der von Loeb verfassten Skripte sowie der Colorist Bjarne Hannsen für die atmosphärisch-phantasmagorische Farbgebung, die dieser Sales Zeichnungen gab.
Von 1999 bis 2000 knüpften Sale und Loeb an den Erfolg von Long Halloween mit der vierzehnteiligen Maxiserie Batman: Dark Victory an, die als direkte Fortsetzung von Long Halloween den Beginn der Freundschaft und Partnerschaft von Batman mit dem durch Mörderhand verwaisten Zirkusjungen Dick Grayson schildert, der schließlich als abenteuerlustiger junger Verbrechensbekämpfer Robin zu Batmans Partner wird. Das überwölbende Motiv der Geschichte ist, dass der traumatisierte und verbitterte Batman die innere Dunkelheit, die ihn aufgrund seines früheren Lebens erfüllt, durch die fürsorgliche Beziehung, die er zu Grayson entwickelt, überwindet.
Weitere Arbeiten, die aus der Partnerschaft Sale/Loeb hervorgingen, sind die Miniserien Daredevil: Yellow (August 2001 bis Januar 2002), Spider-Man: Blue (Juli 2002 bis April 2003), Hulk: Grey (Dezember 2003 bis April 2004) und Captain America: White (November 2015 bis Februar 2016) für Marvel Comics sowie die bei DC erschienene sechsteilige Catwoman-Miniserie When in Rome (November 2004 bis August 2005) und im Oktober 2021 der One-Shot Batman: The Long Halloween Special.

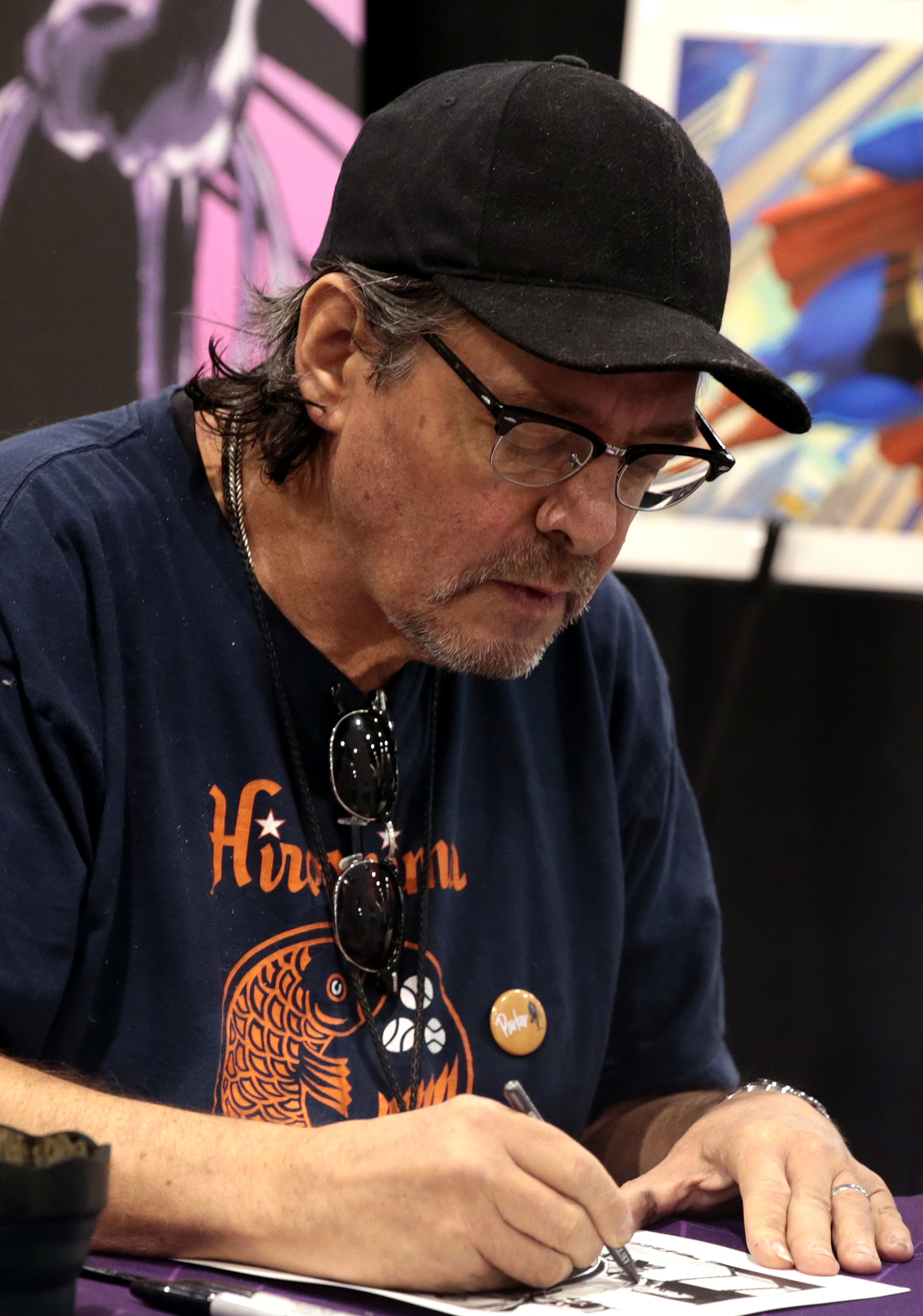
Tim Sale (2018)

Abseits der Zusammenarbeit mit Loeb zeichnete Sale die von Alan Grant verfasste Story The Misfits (Ausgaben 7 bis 9 der Batman-Serie Batman: Shadow of the Bat). Außerdem gestaltete er die Cover für diverse andere Batman- und Batman-verwandte Comicserien wie Batgirl sowie für Serien des Vertigo-Imprints des DC-Verlags wie El Diablo.
Ab 2006 arbeitete Tim Sale auch für die Fernsehserie Heroes. Er malte die Bilder, welche die Figur des hellseherischen Isaac Mendez unter Drogeneinfluss erstellte. Die von ihm gemalten Bilder tauchten jedoch nicht exakt so in der Serie auf; er zeichnete Vorlagen in Schwarz-Weiß bzw. Grautönen mit Stift, Pinsel, Tusche und Kohle. Diese wurden dann von Dave Stewart koloriert. Seine Arbeit für Heroes bezeichnete er als spannende und neue Erfahrung.
Er starb am 16. Juni 2022 in einem Krankenhaus in Seattle im Alter von 66 Jahren an den Folgen eines Nierenversagens.

## Privatleben
Tim Sale hatte zwei Hunde namens Hotspur und Shelby und war sein Leben lang Fußball-Fan.